# Стефанос I
Стефанос I (род. неизвестно — 800) — царь Кавказской Албании в 770—800 годах. 

## Биография
Происходил из рода михранидов. После смерти предыдущего правителя, его отца Гагика II в 770 году он становится правителем области Гардман. Однако, он продолжал борьбу против Арабского халифата и опирался в этом на союз с Хазарским каганатом. Постепенно удалось восстановить власть над северной (предгорной) Кавказской Албании.
В то же время на юге арабы окончательно укрепились за счет переселения сюда мусульман. Здесь полностью сформировался халифат-провинция эмират Арминия (Арран). Степанос I принял албанцев-христиан, переселившихся с юга на север. Вероятно, в 797 году он способствовал хазарам во взятии Дербента и ликвидации Дербентского эмирата. Он умер в 800 году, и его власть унаследовал его сын Вараз Трдат II.